# New Divide
"New Divide" é uma canção da banda americana de rock Linkin Park. Foi lançada como single em 18 de maio de 2009. A canção é tema do filme Transformers: Revenge of the Fallen. Após dois dias do lançamento oficial do single, a canção já havia alcançado o primeiro lugar no iTunes.
A canção foi bem recebida pelos críticos profissionais e continua sendo uma das canções mais aclamadas pela crítica em relação a discografia do Linkin Park. É uma das poucas canções que conseguiu atingir o topo da Rock Songs, Alternative Songs e Hot Mainstream Rock Tracks dos Estados Unidos ao mesmo tempo. Embora a canção não tenha sido lançado em nenhum de seus álbuns de estúdio, é uma das músicas mais famosas da banda, chegando ao número 6 na Billboard Hot 100 dos Estados Unidos.

## Antecedentes e lançamento
A canção "What I've Done", do Linkin Park, foi incluída na trilha sonora: Transformers: The Album, para o filme Transformers. Mike Shinoda fez uma primeira alusão a "New Divide" em 28 de março de 2009, afirmando: "Estamos trabalhando em uma nova canção nas últimas semanas que foi muito divertida. O cenário para a música é construído em camadas, sintetizadores pesados e um desempenho agudo de Rob Bourdon [o baterista da banda]". Em 24 de abril, Shinoda revelou que eles estavam trabalhando com o compositor de trilha sonora Hans Zimmer, escrevendo várias interpretações para "New Divide" para servir como elementos temáticos para o filme. Ao discutir a sequência de Transformers na Blabbermouth, Michael Bay comentou: "Eu amo Linkin Park... eles realmente tocaram com 'New Divide' - é uma ótima canção que combina perfeitamente com a intensidade do filme". Partes da introdução foram usadas em um trailer final de Transformers.
A faixa "NEST" em Transformers: Revenge of the Fallen – The Score de Steve Jablonsky, traz trechos instrumentais de "New Divide". A banda trabalhou com o premiado compositor Hans Zimmer para retrabalhar em "New Divide" na trilha sonora. Como resultado, a canção foi apresentada em destaque no filme, com clipes instrumentais tocados várias vezes ao longo do filme, além de está sendo tocada durante os créditos finais. A canção foi mais tarde adotada como tema / música de abertura do San Jose Sharks da NHL. A canção também é apresentado no trailer do jogo eletrônico Medal of Honor na E3.
Uma versão ao vivo da canção foi incluída como um lado-B de "The Catalyst" e uma faixa bônus para o lançamento japonês de A Thousand Suns. A versão de estúdio da canção também foi incluída como o lado-B de "Iridescent".
Em 4 de setembro de 2012, "New Divide", junto com "Breaking the Habit", "Shadow of the Day" e "Burn It Down", foram lançados no "Linkin Park Pack 02" como conteúdo para download para o jogo eletrônico musical Rock Band 3.

## Recepção
"New Divide" recebeu aclamação da crítica após o seu lançamento. Os fãs elogiaram por sua aptidão e apelo como trilha sonora do filme. Grande parte dos elogios da crítica foram direcionados a sua estrutura, alegando que ela é muito parecida com os singles do Linkin Park, além de soar muito parecido com "What I've Done", que foi usada em Transformers. Vídeos postados no YouTube mostram semelhanças na estrutura entre as duas canções. Uma das resenhas foi de Chris Williams, da revista Billboard, que escreveu:
"'New Divide' se encaixa no gênero sci-fi: espaçoso, sombrio e futurista. O vocalista Chester Bennington faz uma de suas performances vocais mais diretas, habilmente equilibrando seu rock tradicional com um vocal pop mais focado na melodia. É um retorno bem-vindo que deve satisfazer a base de fãs da banda e trazer novos fãs também."

## Faixas e formatos
Todas as faixas escritas e compostas por Linkin Park. 
| CD  |                             |         |  |
| N.º | Título                      | Duração |  |
| 1.  | "New Divide"                | 4:28    |  |
| 2.  | "New Divide" (Instrumental) | 4:29    |  |
| 3.  | "New Divide" (A Capella)    | 3:56    |  |

| iTunes EP |                             |         |  |
| N.º       | Título                      | Duração |  |
| 1.        | "New Divide"                | 4:28    |  |
| 2.        | "New Divide" (Instrumental) | 4:29    |  |
| 3.        | "New Divide" (A Capella)    | 3:55    |  |
| 4.        | "New Divide" (Ao vivo)      | 4:54    |  |

| New Divide (Ao vivo) Single |                                |         |  |
| N.º                         | Título                         | Duração |  |
| 1.                          | "New Divide" (Ao vivo) (Vídeo) | 4:54    |  |

## Pessoal
- Chester Bennington – vocais
- Mike Shinoda – teclado, vocais de apoio
- Brad Delson – guitarra
- Dave Farrell – baixo
- Joe Hahn – sampler, sintetizadores
- Rob Bourdon – bateria

## Desempenho nas tabelas musicais
| Tabelas musicais (2009)                      | Melhor posição |
| -------------------------------------------- | -------------- |
| Alemanha Singles Chart                       | 4              |
| Austrália ARIA Singles Chart                 | 3              |
| Áustria Top 40                               | 2              |
| Bélgica (Flanders)                           | 51             |
| Brasil (ABPD)                                | 31             |
| Canadá (Canadian Hot 100)                    | 3              |
| Eslováquia Singles Chart                     | 13             |
| Estados Unidos (Billboard Hot 100)           | 6              |
| Estados Unidos (Billboard Adult Pop Songs)   | 21             |
| Estados Unidos (Billboard Alternative Songs) | 1              |
| Estados Unidos (Billboard Mainstream Rock)   | 1              |
| Estados Unidos (Billboard Pop Songs)         | 26             |
| Estados Unidos (Billboard Rock Songs)        | 1              |
| Europa (Hot 100 Singles)                     | 8              |
| Finlândia Singles Chart                      | 1              |
| Itália Singles Chart                         | 19             |
| Nova Zelândia Singles Chart                  | 2              |
| Países Baixos Dutch Top 40                   | 23             |
| Polónia Singles Chart                        | 1              |
| Reino Unido (Rock Chart)                     | 1              |
| Reino Unido (Singles Chart)                  | 19             |
| Chéquia Singles Chart                        | 11             |
| Suécia Singles Chart                         | 8              |

| Tabelas musicais (2009)            | Posição |
| ---------------------------------- | ------- |
| Alemanha Singles Chart             | 32      |
| Austrália Singles Chart            | 29      |
| Canadá (Canadian Hot 100)          | 51      |
| Estados Unidos (Billboard Hot 100) | 61      |
| Nova Zelândia Singles Chart        | 23      |
| Reino Unido (UK Singles Chart)     | 145     |
| Suíça Singles Chart                | 33      |

## Certificações
| País (Certificador)   | Certificação | Vendas    |
| --------------------- | ------------ | --------- |
| Alemanha (BVMI)       | Ouro         | 150.000   |
| Austrália (IFPI)      | Platina      | 15.000    |
| Canadá (Music Canada) | Platina      | 80.000    |
| Estados Unidos (RIAA) | 3× Platina   | 3.000.000 |
| Japão (RIAJ)          | Ouro         | 100.000   |
| Nova Zelândia (RMNZ)  | Platina      | 15.000    |
| Reino Unido (BPI)     | Prata        | 200.000   |